# Levi Pontes
Levi Pontes de Aguiar, mais conhecido como Levi Pontes (Chapadinha, 17 de fevereiro de 1952) é um médico e político brasileiro, filiado ao Movimento Democrático Brasileiro (MDB). Ele é filho do ex-deputado estadual Antônio Pontes de Aguiar. Levi Pontes é deputado estadual.

## Carreira política
Foi secretário de Saúde no governo Magno Bacelar, de 2001 a 2004. 
Em 2014, foi eleito deputado estadual pelo Solidariedade (SD).
Levi Pontes foi vice-líder do governo Flávio Dino na Assembleia Legislativa.